# Fender Hot Rod Deluxe
Fender Hot Rod Deluxe gitarsko pojačalo Fender je uveo 1995. godine u proizvodnju i prodavao kao jedan manji dio Hot Rod linije gitarskih pojačala koju kontinuirano proizvodi i danas. Općenito fizički izgled Hot Rod serije temelji se na modele iz sredine i do kraja '50-ih. Znači, modeli obloženi Tvid tkaninom s uskom narrow panel pločom. Ovaj model je s Fender Hot Rod DeVille modelom u prvotnoj zamisli bio zamišljen kao dio projekta F.A.T (Fender American Tube) tj., Fender američka cijevna pojačala od kojeg se 2002. godine i odustalo kad je proizvodnja ovih modela pojačala zbog prihvatljivijih radnih uvjeta prebačena iz Corone u pogone u Ensenadi, Baja California u Meksiku.

## Karakteristike
| Fender Hot Rod Deluxe | Fender Hot Rod Deluxe                                         |
| --------------------- | ------------------------------------------------------------- |
| Cijevi u pojačalu     | dvije 6L6                                                     |
| Cijevi u pretpojačalu | tri 12AX7                                                     |
| Dostupan              | kombo                                                         |
| Efektivna snaga       | 40 W                                                          |
| Kanali                | 3 (Clean, Drive, More Drive)                                  |
| Zvučnik               | 1 x 12", otpora 8 Ω, model Eminence Legend, Celestion G12P-80 |
| Ispravljač            | solid state                                                   |

## Elektronika
Elektronske cijevi ugrađene u sekcije pretpojačala i pojačala Fender Hot Rod Deluxe modela pojačala su par 6L6GC tetroda cijevi u sekciji pojačala, i dvije 12AX7 duple triode u sekciji pretpojačala. Jedna dodatna 12AX7 cijev se koristi u fazi pretvarača snage, čiji jedan dio snage koristi i fixed bias već instaliran u tvornici, s ugođenom jačinom od 60 mA za obje 6L6 cijevi. Za razliku od vintage Fender cijevnih pojačala u kojima je korištena Point-to-Point (PTP) tehnologija, u modelu Hot Rod Deluxe koriste se tiskane pločice (PCB). Interno postoje dvije vrste seta pločica: glavna ili osnovna, koja sadrži većinu elektroničkih komponenti, i ona pruža bazu za ugradbu raznih kontrola i priključaka. Drugi model je sekundarni, koji ima funkciju osiguranja cijele baze na kojoj su montirani utori cijevi, te s drugim vodićima omogućava završno i kompletno povezivanje svih komponenti na tiskanoj pločici.

## Ostale verzije
Fender od 1995. godine redovito osvježava seriju klasičnih Hot Rod Deluxe modela pojačala. U neke modele i ugradbom specijalno dizajniranog Eminence Legend 125 50W zvučnika. Isto tako Fender je stvorio značajnu zalihu modela s prepoznatljivim osobinama MDF (medium density fiberboard - ploča s vlaknima srednje gustoće) kabineta, koji su presvučeni crnom Toleks tkaninom sa srbrnom zaštitnom tkaninom zvučnika, na prednjici zvučničke kutije. Također, 2010. godine predstavljena je verzija modela Hot Rod Deluxe III, s ugrađenim Celestion G12P-80 zvučnikom.

#### Limitirana izdanja
Fender je u periodu 2003. do 2004. godine predstavio dva limitirana izdanja modela pojačala, koja nisu bila obloženi Tvid/Toleks tkaninom, nego su plohe modela glatke, urađene od tvrdog poliranog javora. Izgledom jedan model je klasični trobojni sunburst (završno bojanje gdje je sredina svjetlija u odnosu na sve tamnije nijanse prema kraju plohe), a drugi obojan u prirodnu boju drveta. U oba modela ugrađeni su Jensen zvučnici. Zatim, krajem 2006. godine limitirano do ožujaka 2007. Fender je predstavio Hot Rod Deluxe "White Lightning" model, a s početka 2008. godine i "Texas Red" model.

#### Hot Rod Deluxe III
Fender je u 2010. godini modele Hot Rod Deluxe serije nadogradio sljedećim promjenama:

Kozmetička nadogradnja
- Nova oznaka
- Zbog crne upravljačke ploče bolja je preglednost

Elektronička nadogradnja
- Oblik pota za volume i treble je dizajniran u konus
- Efekt overdrive je poboljšan

Ostale nadogradnje
- Celestion G12P-80 zvučnik
- Dadatne opcije u nožnoj papuči

## Vanjske poveznice
- Pregled kroz povijest tvorničke proizvodnje  Arhivirana inačica izvorne stranice od 4. ožujka 2016. (Wayback Machine)
- Fenderova službena internet stranica[neaktivna poveznica]